# 1667 en France
Chronologie de la France
- 1663
- 1664
- 1665
- 1666
- 1667
- 1668
- 1669
- 1670
- 1671

Cette page concerne l’année 1667 du calendrier grégorien.

## Événements
- 1er janvier : Pierre-Paul Riquet commence des travaux de creusement du canal du Midi[1].
- 15 mars : instauration de la lieutenance générale de police à Paris. Nicolas de La Reynie devient le premier lieutenant général de police de Paris (fin en 1697)[2]. La Reynie et son successeur d’Argenson s’attachent à des opérations de voirie, pavage, éclairage et sûreté des rues dans la capitale.
- 31 mars : traité de Lisbonne ; alliance offensive et défensive entre la France et le Portugal dans la guerre de Dévolution[2].
- Mars : le privilège d’exemption de taille est limité à 4 charrues dans une paroisse[3].

- 19 avril : altercation à Prats de Molló entre gardes de la gabelle et soldats de la garnison[4]. Début des premières attaques des Angelets du Vallespir contre les gabelous, menées par Josep de la Trinxeria (1667-1668). Le 30 août, dix gardes de la gabelle tombent dans une embuscade tendue par les Angelets au lieu-dit lo salitat entre Arles-sur-Tech et les Bains, cinq sont  « très dangereusement blesses »[5].
- 18 avril : nouveau tarif douanier protecteur, qui frappe volontairement le trafic des Hollandais dans les ports français[6].
- 20 avril : enregistrement au Parlement dans un lit de justice de l’ordonnance civile ou code Louis[7]. Elle fournit un code de procédure, qui rend les procédures homogènes à travers toutes les juridictions du royaume (Colbert)[2]. L’ordonnance restreint les droits de remontrance du Parlement de Paris, qui sont limitées dans le temps. Les Parlements reçoivent l’obligation d’enregistrer les édits royaux. Ils s’abstiennent de présenter des remontrances[8].

- 6 mai : le marquis de Saint-Maurice, ambassadeur du duc de Savoie, écrit à son maître que le roi se détourne de Mlle de La Vallière pour s’intéresser à madame de Montespan[9]. Elle devient sa maîtresse. Elle lui donne sept enfants légitimés en 1673 (dont le duc du Maine, Mlle de Blois, future duchesse d’Orléans, le comte de Toulouse).
- 8 mai : le roi envoie un ultimatum à la reine-régente d’Espagne pour réclamer une partie de l’héritage de sa femme[10].
- 13 mai :
  - le parlement de Paris enregistre l’acte d’érection en duché-pairie des terres de Vaujours. Louise de La Vallière est faite duchesse de Vaujours et ses enfants sont légitimés[9].
  - publication des règlements de la fabrique de soie de Lyon[11]. L’apprentissage du tissage de la soie est désormais réservé à Lyon aux catholiques, la nécessité de produire un certificat de baptême écartant les protestants. Un arrêt du conseil du 24 juillet 1673 impose l’ouverture du métier aux protestants jusqu’en 1681[12].
- 24 mai : les troupes françaises envahissent la Flandre et occupent Armentières. Début de la guerre de Dévolution[10].

- 21 juin : pose de la première pierre de l’observatoire royal à Paris[13].
- 21-26 juin : les Français assiègent et prennent Tournai[10].

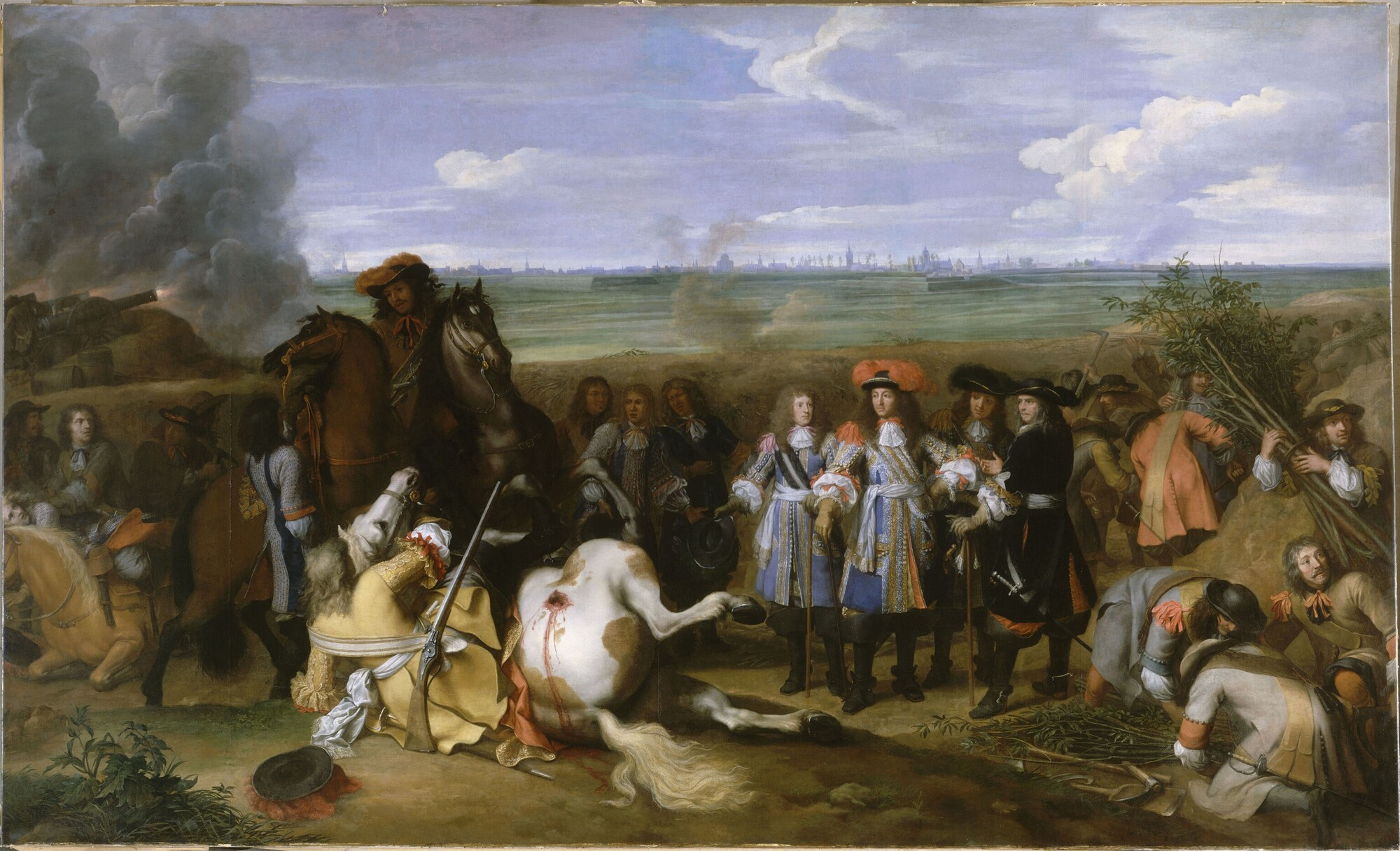
Louis XIV au siége de Douai. Charles le Brun, 1667

- 6 juillet : prise de Douai par les Français[10].
- 15 juillet : Colbert envoie aux prévôts des marchands et échevins de Lyon des règlements pour les longueurs des pièces d’étoffes de soie[14].
- 16 juillet : capitulation de Courtrai[10].

- 31 juillet :

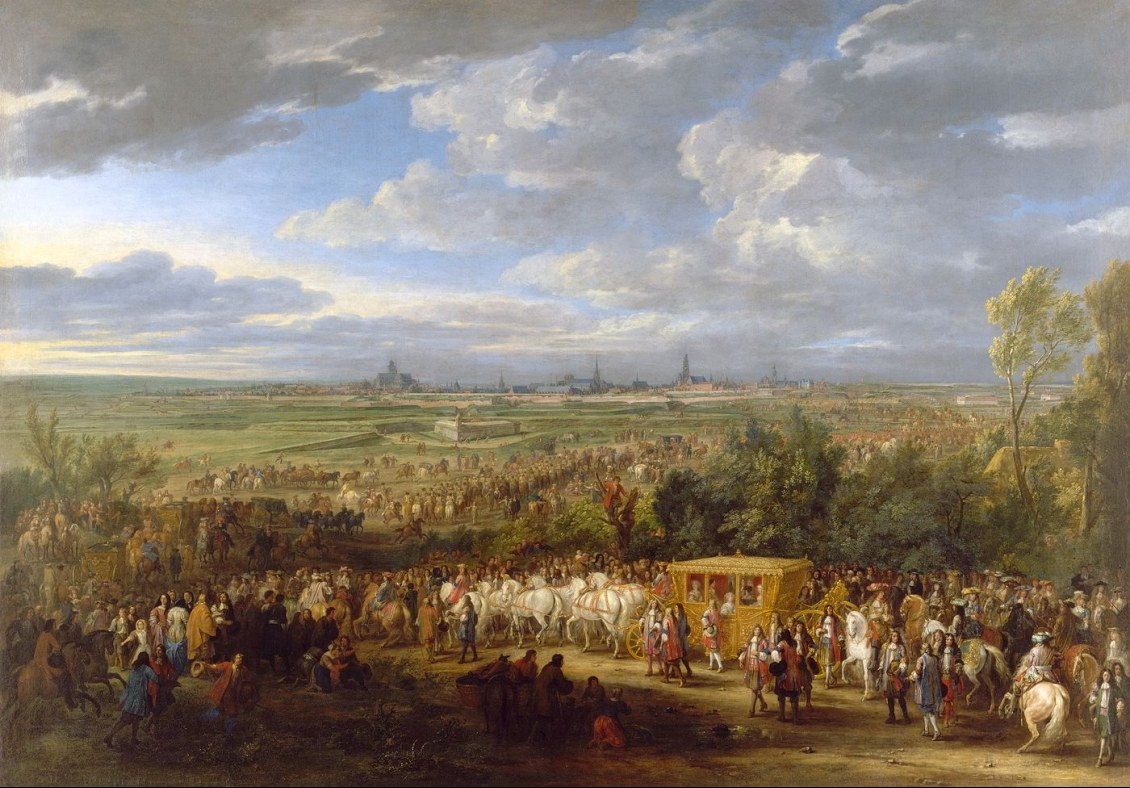
L’entrée du roi Louis XIV et de la reine Marie-Thérèse à Arras le 30 juillet 1667, Adam François van der Meulen, 1684.

  - traité de Bréda⋅entre l’Angleterre les Provinces-Unies, la France et le Danemark. La France rend la partie anglaise de Saint-Christophe, Antigua et Montserrat à l’Angleterre et récupère l’Acadie[15].
  - prise d’Audenarde[10].

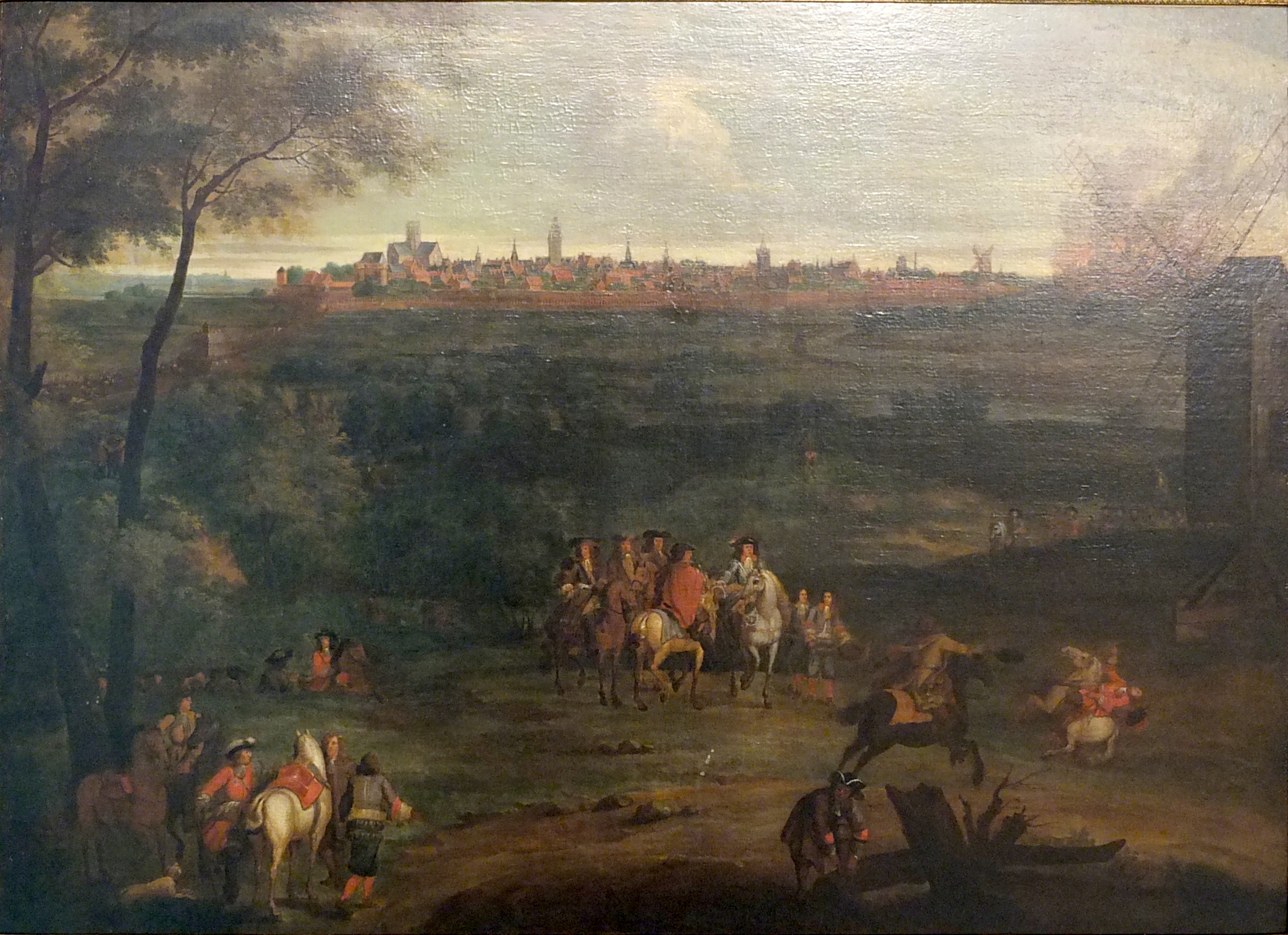
Le siège de Dendermonde par Louis XIV en 1667, Gaspard F. Thielens.

- 6 août : Louis XIV assiège Termonde (Dendermonde) ; les assiégés font rompre les digues et le siège et levé[16].
- 11-28 août : Louis XIV (Vauban) assiège et prend Lille[10].
- 18 août : enregistrement au parlement de Rouen de l’édit d’Amiens de juillet 1667 accordant 1 000 livres de pension aux gentilshommes normands qui auront dix enfants et 2 000 à ceux qui en auront douze, et aux bourgeois des villes franches la moitié des dites pensions[17].

- 2 septembre : ordonnance sur l’éclairage public à Paris (La Reynie)[18]. Les rues de la ville sont éclairées du 1er novembre au 1er mars par 5 000 fanaux[19].

- 8 décembre : le Grand Condé obtient du roi le commandement des troupes stationnées à la frontière de la Bourgogne[20].
- 21 décembre : le Parlement de Paris enregistre l’édit de novembre 1667 organisant définitivement la manufacture royale des meubles de la Couronne, établie dans l’enclos des Gobelins[21].

- Élargissement de l’Allée royale et projet de creusement du Grand Canal à Versailles[22].
- Création de compagnies de grenadiers dans les régiments d’infanterie[23].